# Kazimierz Pawlak

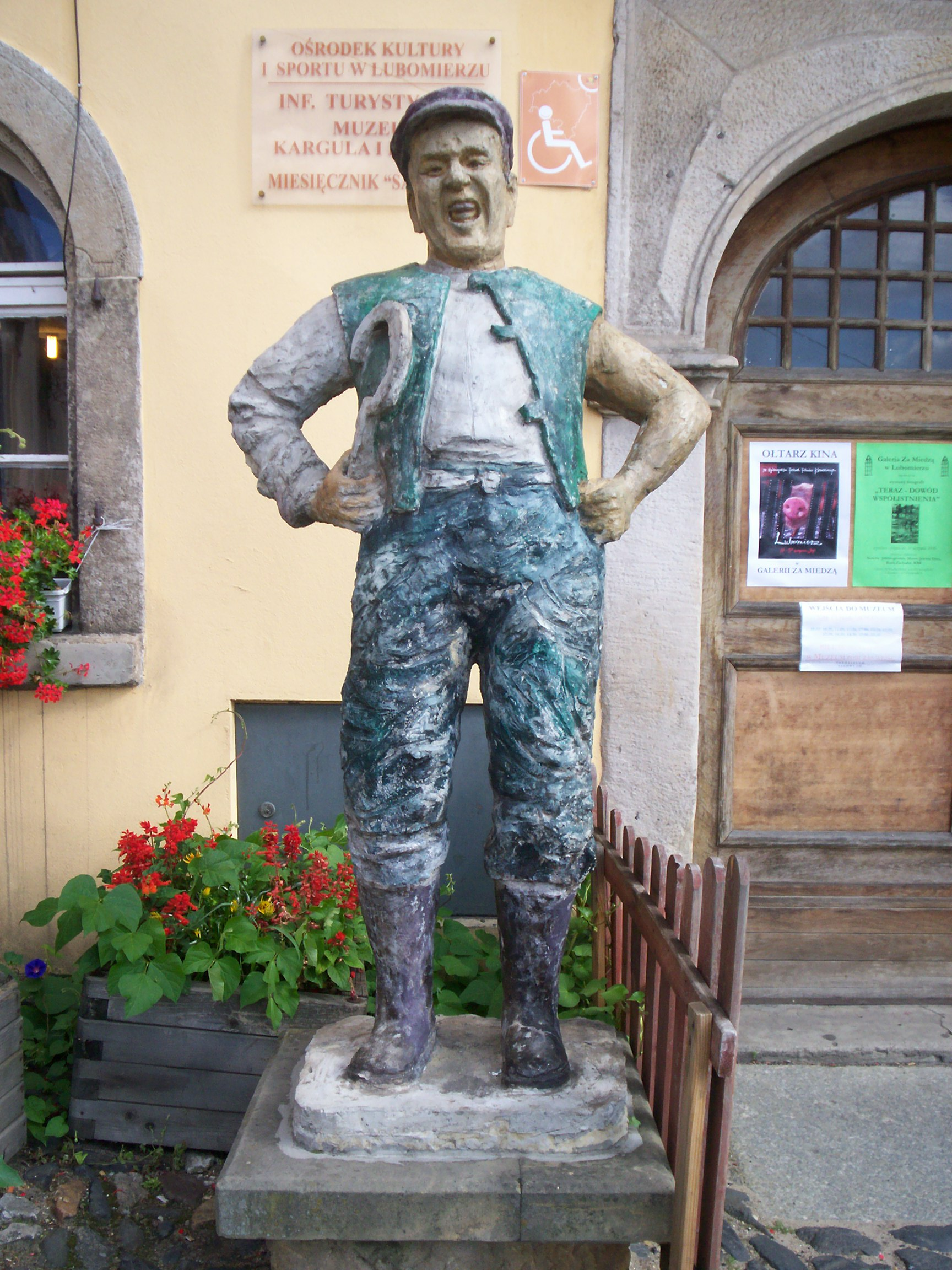
Kazimierz Pawlak (rzeźba przed muzeum Kargula i Pawlaka w Lubomierzu)

Kazimierz Pawlak – fikcyjny bohater filmów Sylwestra Chęcińskiego Sami swoi (1967), Nie ma mocnych (1974) i Kochaj albo rzuć (1977) oraz Artura Żmijewskiego Sami swoi. Początek (2024) ze scenariuszem Andrzeja Mularczyka, a także jeden z bohaterów serialu Droga (odcinek pt. "Rysopis uwodziciela") tych samych twórców. Sąsiad Władysława Kargula. Wykreowany przez Wacława Kowalskiego sympatyczny, acz krewki zabużanin stał się ogólnie znaną postacią, której powiedzenia na stałe weszły do potocznego języka polskiego.
Postać tę upamiętniają Muzeum "Kargula i Pawlaka" w Lubomierzu oraz pomniki Kargula i Pawlaka w Toruniu i w Suścu.

## Pierwowzór
Bohater ten jest wzorowany na stryju scenarzysty Janie Mularczyku oraz osobistych przeżyciach odtwórcy roli. Wskutek rodzinnego zatargu Jan Mularczyk na 7 lat udał się na emigrację do Argentyny. Do Polski wrócił na wieść o śmierci teścia. Przed deportacją na Ziemie Odzyskane był sołtysem w Boryczówce na Podolu. Osiedlił się we wsi Tymowa, bo dojrzał z pociągu pasącą się na łące krowę z ułamanym rogiem należącą do sąsiada z Boryczówki Mikołaja Polakowskiego, z którym był skłócony.

## Charakterystyka postaci
Kazimierz Pawlak pochodzi ze wsi Krużewniki w powiecie trembowelskim. Urodził się w 1902 roku, jest synem Leonii Pawlak z Furtaków (1870–1947) oraz Kacpra Pawlaka.
Konflikt pomiędzy rodzinami zaczął się, gdy w 1913 roku Kacper Pawlak pokłócił się z ojcem Władysława Kargula o przypadkowo zaorany fragment ziemi (miedzę) szerokości trzech palców. W czasie kłótni ojciec Władysława (lub sam Władysław, jak potem twierdził) został zaatakowany przez Jana Pawlaka, brata Kazimierza, kosą, którą ten zranił go w okolicy żeber. Po tym incydencie Jan Pawlak wyjechał do USA.
Podczas tych wydarzeń Pawlak miał 11 lat, pod wpływem tego konfliktu był wyśmiewany przez mającego tyle samo lat Władka Kargula z powodu niskiego wzrostu (Ty konusie!). Po wybuchu wojny polsko-bolszewickiej, w której Kazimierz chciał wziąć udział, nie przeszedł kwalifikacji wojskowej z powodu wyśmiania przez obecnego na niej Kargula, wkrótce jednak dzięki dogadaniu się z oddziałem bolszewickim udało się mu ocalić wieś. Kazimierz był zakochany w Nechajce Słobodzian, lecz najbardziej kochał konie, wobec czego ostatecznie się związał z Manią Ziębicką, której ojciec miał dwa konie. Po ślubie otrzymał konia, któremu nadał imię Faraon, od powieści, którą czytała mu matka w dzieciństwie. W 1928 przyszedł na świat ich syn, Witold (zwany Witia). Nieco później wskutek kłótni, w efekcie której został ranny, a potem zmarł ojciec Manii, został aresztowany i przebywał w więzieniu w Trembowli, został jednak zwolniony, gdy okazało się, że przyczyną śmierci było kopnięcie przez jego konia. W 1940, gdy Krużewniki trafiły pod okupację sowiecką, matka Pawlaka została deportowana na Sybir, jednak w późniejszym czasie udało się jej wrócić do rodziny. Pod okupacją niemiecką Pawlak ratował miejscowych Żydów, karczmarza i jego córkę w swojej stodole, zaś w 1943 dzięki uratowaniu życia SS-manowi udało mu się ocalić Krużewniki przed planowaną pacyfikacją. W 1945, mimo początkowej niechęci i przywiązania do rodzinnej ziemi, pod namową żony ostatecznie wyjeżdża z nią, synem Witią i matką na Ziemie Odzyskane; ojciec już wówczas nie żyje. Mania jest w zaawansowanej ciąży i wkrótce przychodzi na świat drugi potomek Kazimierza – Paweł. Wydarzenia te są opisane w filmie Sami swoi. Początek.
W filmie Sami swoi po przybyciu na Dolny Śląsk do nieznanej sobie jeszcze wsi Pawlak wybiera dla swojej rodziny dom. Jak się szybko okazuje, w sąsiedztwie mieszka Władysław Kargul z żoną i dziećmi. Rodzina Pawlaków uważa, że Kargulowie to wróg najgorszy, jednak Kazimierz stwierdza: Wróg? A wróg! Ale swój, mój, nasz – na własnej krwi wyhodowany! (Sami swoi). Pod wpływem sentymentów postanawia jednak pogodzić rodziny i wyciąga rękę na zgodę. Obaj gospodarze uznają, że należy dawne zadry puścić w niepamięć.
Zgoda między Pawlakiem i Kargulem została jednak zawarta tylko pozornie, główni bohaterowie kłócą się często i równie często się godzą. Widać jednak, że w kryzysowych sytuacjach sąsiedzkie rodziny mogą zawsze na siebie liczyć.
Kazimierz Pawlak ma dość gwałtowne usposobienie, łatwo wpada w gniew, a wtedy krzyczy i używa wyszukanych (często pochodzących z gwary lwowskiej) inwektyw, jednocześnie jednak zdarza się, że okazuje dużą wrażliwość: Ja kury nie zabiję. Za bardzo przejmujący. (Nie ma mocnych). Ma wysokie mniemanie o sobie: Jakby ja się uczył, to i biskupem mógłby zostać. (Nie ma mocnych). Bardzo nie podoba mu się to, że Witold wpatruje się w Jadwigę, córkę Władysława. Często zwraca mu uwagę: Przecież to jest Kargulowa córka i masz nienawidzić całe to plemię! (Sami swoi).
Kiedy okazuje się, że Witold i Jadwiga uciekli i spędzili ze sobą noc, Pawlak wpada w furię. Młodzi jednak postanawiają się związać ze sobą i nie wracają do rodzinnych domów. Kazimierz widzi syna dopiero po długim czasie – na pogrzebie Leonii, kiedy Witold oznajmia Władysławowi Kargulowi: My do was nie wrócimy, póki was w kupie trzyma tylko wasza złość. (Sami swoi). Jest to kolejny powód do pogodzenia się zwaśnionych rodzin, połączonych teraz przez małżeństwo Witii i Jadwigi, a następnie przez wspólną wnuczkę Kazimierza i Władysława – ukochaną przez obydwu dziadków Anię (ze związku Witii i Jadwigi mieli też drugą wnuczkę, Grażynę).
Odtąd kłótnie między Kazimierzem i Władysławem nie są tak groźne w skutkach, nie dochodzi do rękoczynów, a panowie godzą się jeszcze szybciej. Ten fakt jest trudno zaakceptować Janowi Pawlakowi, który odwiedza ojczyznę. Za utrzymywanie dobrych stosunków z Kargulami, Kazimierz zostaje spoliczkowany przez brata, ale stara się dokładnie wyjaśnić całą sytuację i opowiedzieć, jak to jest możliwe. Udaje mu się zażegnać nieporozumienie z Janem.
Z filmu Nie ma mocnych dowiadujemy się, że na początku lat 70. również drugi syn Kazimierza, Paweł, ma rodzinę – żonę Wandę i syna Marka. Paweł Pawlak jest pracownikiem naukowym wrocławskiej uczelni. Kazimierz popada w melancholię, ponieważ zdaje sobie sprawę, że nie ma komu przekazać gospodarki: młodszy syn nie ma zamiaru wracać na wieś, Witia ledwo daje sobie radę z własnym gospodarstwem, a dorosła już Ania marzy o wyjeździe na studia do miasta. Pawlak symuluje śmiertelną chorobę, aby zebrać całą rodzinę i skłonić kogoś do zmiany decyzji. Nieostrożna uwaga syna wyprowadza go jednak tak z równowagi, że zapomina o udawanych dolegliwościach i wyskakuje z łóżka. Wkrótce spełnia się jego marzenie – modlił się bowiem o to, by Ani powinęła się noga na egzaminach na studia.
Teraz nadzieję pokłada w rychłym ślubie Ani z Zenobiuszem Adamcem, mechanizatorem rolnym, który mógłby przejąć opiekę nad ukochaną ziemią. Traktuje Zenobiusza jak własnego zięcia aż do ślubu młodych w USC. Wtedy okazuje się, że nie wezmą oni ślubu kościelnego, ponieważ nie jest to zgodne ze światopoglądem Adamca. Rozjusza to Pawlaka do tego stopnia, że robi on wszystko, aby rozdzielić świeżo upieczonych małżonków. Ostatecznie jednak godzi się ze stanem rzeczy i żywi nadzieję, że ukochana wnuczka przekona męża do ślubu kościelnego kobiecymi sposobami.
W ostatniej części trylogii filmowej, Kochaj albo rzuć, Pawlak wraz z Władysławem i Anią udają się w 1976 do USA na zaproszenie od Johna Pawlaka (Jana). Na miejscu okazuje się, że brat Kazimierza zmarł, a ten ma wypełnić jego ostatnią wolę. Dzięki temu Pawlak poznaje nowego członka rodziny – nieślubną córkę Johna, Shirley. Duże wrażenie robi na Kazimierzu fakt, że bratanica jest mulatką. Ponadto przytłacza go w Ameryce wielki świat – szum wielkiego miasta, odmienne zwyczaje, liberalny ksiądz śpiewający niezbyt przyzwoite piosenki, w dodatku żonaty, wszechobecna przestępczość, jak również panująca w USA demokracja. Nie bardzo chce się jednak do tego przyznać, twierdząc, że w Polsce jest lepiej.